# Cornucopia (Wisconsin)
Cornucopia es un lugar designado por el censo ubicado en el condado de Bayfield en el estado estadounidense de Wisconsin. En el Censo de 2010 tenía una población de 98 habitantes y una densidad poblacional de 16,71 personas por km².

## Geografía
Cornucopia se encuentra ubicado en las coordenadas 46°51′24″N 91°6′29″O / 46.85667, -91.10806. Según la Oficina del Censo de los Estados Unidos, Cornucopia tiene una superficie total de 5.86 km², de la cual 5.86 km² corresponden a tierra firme y (0%) 0 km² es agua.

## Demografía
Según el censo de 2010, había 98 personas residiendo en Cornucopia. La densidad de población era de 16,71 hab./km². De los 98 habitantes, Cornucopia estaba compuesto por el 92.86% blancos, el 0% eran afroamericanos, el 1.02% eran amerindios, el 0% eran asiáticos, el 0% eran isleños del Pacífico, el 1.02% eran de otras razas y el 5.1% pertenecían a dos o más razas. Del total de la población el 0% eran hispanos o latinos de cualquier raza.